# Maciej Rutkowski (szachista)
Maciej Rutkowski (ur. 18 października 1987 w Gorzowie Wielkopolskim,  zm. 13 lutego 2020 w Tajlandii) – polski szachista, mistrz międzynarodowy od 2007 roku.

## Kariera szachowa
Jest dwukrotnym medalistą mistrzostw Polski juniorów w szachach szybkich: srebrnym (2005, Koszalin, w kategorii do lat 18) oraz brązowym (2003, Kołobrzeg, do lat 16). Od roku 1998 wielokrotnie startował w finałach mistrzostw kraju w różnych kategoriach wiekowych (najlepszy wynik: Łeba 2005, VI m. w grupie do lat 18). W 2004 zdobył, wraz z szachistami klubu "Stilon" Gorzów Wielkopolski, brązowy medal na drużynowych mistrzostwach Polski juniorów, rozegranych w Koszalinie.
Jednym z jego pierwszych sukcesów na arenie międzynarodowej było zwycięstwo w kołowym turnieju w Mariańskich Łaźniach (2005). Kolejne sukcesy odnotował w 2007: triumfował w międzynarodowych mistrzostwach Chorzowa, zajął II m. w Ostródzie (za Aleksandrem Miśtą) i w Lubawce (za Markiem Oliwą) oraz zajął III m. (za Jewgienijem Szarapowem i Wojciechem Przybylskim) w Gorzowie Wielkopolskim. W 2008 r. zajął II m. (za Wadimem Szyszkinem) w Górze Świętej Anny, a w 2009 r. zwyciężył (wspólnie z Piotrem Brodowskim) w Szklarskiej Porębie, podzielił II m. (za Piotrem Brodowskim, wspólnie z m.in. Dariuszem Mikrutem i Mirosławem Grabarczykiem) w Kowalewie Pomorskim oraz zwyciężył w międzynarodowych mistrzostwach Gdańska. W 2010 r. podzielił II m. (za Janem Krejcim, wspólnie z Witalijem Koziakiem i Wadimem Szyszkinem) w Pokrzywnej, zwyciężył (wspólnie z Tomaszem Warakomskim) w Karpaczu oraz wystąpił w finale indywidualnych mistrzostw Polski w Warszawie, zajmując XIII miejsce.
Najwyższy ranking w dotychczasowej karierze osiągnął 1 marca 2008 r., z wynikiem 2428 punktów zajmował wówczas 56. miejsce wśród polskich szachistów.